# Euphyia albidaria
Euphyia albidaria là một loài bướm đêm trong họ Geometridae.